# Ведьмовство (фильм)
«Ведьмовство» (итал. La Casa 4; англ. Witchery; Ghosthouse 2; Witchcraft; Witchcraft: Evil Encounters; Evil Dead 4) —- фильм ужасов итальянского режиссёра Фабрицио Лауренти (итал. Fabrizio Laurenti), в Советском Союзе также известный как «Дом с привидениями 2», «Могильник 2», «Колдовство», «Ведьма», «Артефакт ведьм», «Дом 4». Премьера фильма состоялась 8 декабря 1989 года.

## Сюжет
Богатая и властная Роуз Брукс вместе с мужем Фредди, беременной дочерью Джейн, маленьким сыном Томми и нанятым архитектором Линдой плывёт на небольшой остров, расположенную на котором заброшенную гостиницу она собирается приобрести. По пути Джейн дарит Томми детский диктофон, на который он наговаривает фразу «Я люблю тебя, Джейн».
Показывая дом, агент по недвижимости Джерри рассказывает Бруксам, что остров давно необитаем, и последней его жительницей была странная стареющая киноактриса, фигурирующая в фильме как Леди в чёрном, которая начинает мерещиться маленькому Томми ещё до поездки на остров. Леди в чёрном (далее — ведьма) тем временем убивает капитана и отгоняет сам корабль от острова, таким образом лишая гостей возможности покинуть его.
Обследуя дом, Джейн заходит в ванную, и на время попадает в некий параллельный мир, где ведьма и её подручные мучают своих жертв. Она рассказывает об этом остальным, ей никто не верит, однако люди решают уплыть с острова. Заметив пропажу корабля, вынужденные ждать помощи с материка Бруксы возвращаются в дом и сталкиваются с нелегально поселившимися в гостинице писательницей Лесли, работающей над книгой о ведьмовстве, и её спутником-фотографом Гэри.
Лесли рассказывает Джейн историю острова: много лет назад на нём проживала ведьма, которую приговорили к сожжению на костре, но той удалось уйти от своих убийц. Бродя вечером по дому, Роуз заглядывает в стенной сейф и оказывается в руках ведьмы, которая обвиняет её в алчности. Подручные ведьмы зашивают ей рот нитками, после чего Роуз оказывается подвешенной вниз головой в трубе над камином. Разведя огонь в камине, люди тем самым сжигают Роуз.
Ночью Линда соблазняет Джерри, и ведьма наказывает уединившуюся парочку за похоть: истязает до смерти Линду и распинает на кресте Джерри. В то время, как Фредди и Гэри находят труп Линды, ведьма принимается за Лесли: будучи девственницей, та оказывается жестоко изнасилованной демоном, но остаётся в живых. Найдя Джерри, сожжённого на перевёрнутом кресте, и труп Роуз в камине, Гэри и Фредди идут на берег и пускают в воздух сигнальную ракету в надежде, что её заметят на материке. После этого Ведьма в ходе ритуала вуду убивает Фредди.
Сигнальную ракету замечает девочка (подруга Томми), которая ставит в известность отца Джерри. Власти посылают на остров вертолёт, однако ведьма выключает в гостинице свет и намертво запечатывает окна и двери, поэтому покрутившись над островом и не найдя следов присутствия людей, вертолёт улетает обратно.
В поисках ведьмы, о которой говорит Томми, Гэри и Лесли находят её в облике Джейн. Ведьма сообщает, что алчность, похоть, гнев умирающей ведьмы и глумление над девственностью были для неё дверьми, ведущими на тёмную сторону и позволяющими ей возродиться через ребёнка Джейн. Гэри и Лесли убегают из дома, после чего Гэри возвращается за оставшимся в доме Томми и оказывается тяжело ранен. Отправившись за ним, Лесли сталкивается с Джейн, собирающейся убить Томми. Однако после того, как Джейн слышит случайно включившийся диктофон с фразой «Я люблю тебя, Джейн», к ней возвращается разум, и она выбрасывается из окна.
В финале фильма выжившей Лесли врачи сообщают, что с её ребёнком всё в порядке, что приводит её в ужас.

## Главные роли
- Линда Блэр — Джейн Брукс
- Дэвид Хассельхофф — Гэри
- Хильдегард Кнеф — Леди в чёрном
- Кэтрин Хикленд — Линда Салливан, архитектор
- Лесли Камминг — Лесли
- Ели Кофлин — Сатана (демон)